# Andrea Dunbar
Andrea Dunbar (Bradford, Yorkshire, 22 de mayo de 1961-20 de diciembre de 1990) fue una dramaturga británica, reconocida por sus obras autobiográficas The Arbor y Rita, Sue and Bob Too, sobre las aventuras sexuales de unas adolescentes que viven en una zona degradada de Bradford. La dramaturga Shelagh Delaney la describió como «un genio salido directamente de los arrabales».

## Biografía
Dunbar se crio en Brafferton Arbor, tenía siete hermanos y hermanas y asistió a la Buttershaw Comprehensive School. Sus padres habían sido trabajadores en la industria textil. Quedó embarazada a los 15 años, aunque su bebé no llegó a nacer. Más tarde tuvo tres hijos de tres padres diferentes. La primera, Lorrain, nacida en 1979. Al año siguiente, siendo todavía adolescente, nació Lisa y tres años después  su hijo Andrew. Como madre soltera, pasó 18 meses en un refugio para mujeres maltratadas y se convirtió en una alcohólica. En 1990 murió de una hemorragia cerebral con solo 29 años. En 2007, su hija mayor, Lorraine, entonces adicta a la heroína, fue condenada por negligencia tras causar la muerte de su hijo después que este ingiriera una dosis letal de metadona.

## Trayectoria
Dunbar escribió su primera obra,The Arbor, en 1977, a la edad de 15 años. La obra se estrenó en 1980 y fue dirigida por Max Stafford-Clark. Ganó el Young Writers' Festival y más tarde fue presentada en Nueva York. En ella describió las experiencias de una adolescente embarazada con un padre borracho y abusivo. El 26 de marzo de 1980, se presentó en un documental de la BBC. Tras el éxito del estreno de esta primera obra le encargaron rápidamente una segunda y así nació Rita, Sue and Bob Too, que fue estrenada en 1982. Los temas explorados en esta obra fueron similares a  los The Arbor, en este caso describió las vidas de dos chicas adolescentes que mantienen una relación con el mismo hombre casado. La tercera y última obra de Dunbar, Shirley (1986), hizo más hincapié en el personaje central y describe la turbulenta relación de una chica con su madre. Rita, Sue and Bob Too fue adaptada al cine en 1986 por Alan Clarke. En 1998 se presentó en teatro nuevamente con música de Vince Clarke.

## Filmografía
En 2000, la vida de Dunbar y su entorno fueron revisados en la obra Un Asunto Estatal, de Robin Soans.  En 2010  se estrenó la película documental The Arbor basada en su vida y dirigida por Clio Barnard. La película utiliza actores que interpretan entrevistas con Dunbar y su familia, centrándose en la relación tormentosa entre la dramaturga y su hija mayor Lorraine. El documental fue nominado a los premios BAFTA: Mejor Director Revelación en 2010. Ese mismo también ganó el British Independent Film Awards (BIFA), al mejor director novel y el Sheffield Innovation Award en el Sheffield Doc/Fest.